# Estación de Oliveira do Bairro
La Estación Ferroviaria de Oliveira do Bairro, igualmente conocida como Estación de Oliveira do Bairro, es una plataforma ferroviaria de la línea del Norte, que sirve el ayuntamiento de Oliveira do Bairro, en el Distrito de Aveiro, en Portugal.

## Características

### Localización y accesos
Esta plataforma se encuentra junto a la localidad de Oliveira do Bairro, teniendo acceso de transporte por la Avenida de la Estación.

### Descripción física
En enero de 2011, la estación tenía tres vías de circulación, con 605 y 717 metros de longitud; las plataformas tenían todas 231 metros de extensión de 55 centímetros de altura.

## Historia
Esta plataforma se encuentra en el tramo de la línea del Norte entre las Estaciones de Estarreja y Taveiro, que abrió el 10 de abril de 1864.
En 1903, esta fue una de las estaciones en las cuales se ordenó la instalación, por parte de la Compañía Real de los Caminhos de Ferro Portugueses, del sistema de semáforos Nunes Barbosa.